# Горња Ријека (Хрватска)
Горња Ријека је насељено место и седиште општине у Копривничко-крижевачкој жупанији, Република Хрватска.

## Историја
До територијалне реорганизације у Хрватској налазила се у саставу бивше велике општине Крижевци. Овде је постојао Логор Горња Ријека.

## Становништво
На попису становништва 2011. године, општина Горња Ријека је имала 1.779 становника, од чега у самој Горњој Ријеци 340.

## Попис1991.
На попису становништва 1991. године, насељено место Горња Ријека је имало 450 становника, следећег националног састава:
| Попис 1991.‍  | Попис 1991.‍  | Попис 1991.‍ | Попис 1991.‍ | Попис 1991.‍ |
| ------------ | ------------ | ----------- | ----------- | ----------- |
|              |              |             |             |             |
| Хрвати       | Хрвати       |             | 441         | 98,00%      |
| Албанци      | Албанци      |             | 1           | 0,22%       |
| Југословени  | Југословени  |             | 1           | 0,22%       |
| Руси         | Руси         |             | 1           | 0,22%       |
| Срби         | Срби         |             | 1           | 0,22%       |
| остали       | остали       |             | 1           | 0,22%       |
| неопредељени | неопредељени |             | 2           | 0,44%       |
| непознато    | непознато    |             | 2           | 0,44%       |
| укупно: 450  |              |             |             |             |